# 조로역
조로역(일본어: 上呂駅)은 일본 기후현 게로시에 있는 도카이 여객철도 다카야마 본선의 역이다. 상대식 승강장 2면 2선의 구조를 지닌 지상역이자 무인역이다.

## 타는 곳
| 1     | ■ 다카야마 본선 | 하행 | 다카야마 · 도야마 방면 |
| 2 · 3 | ■ 다카야마 본선 | 상행 | 게로 · 기후 방면       |

## 역 주변
- 국도 제41호선
- JA 히다

## 인접 정차역
| 도카이 여객철도 다카야마 본선 | 도카이 여객철도 다카야마 본선 | 도카이 여객철도 다카야마 본선     |
| ----------------------------- | ----------------------------- | --------------------------------- |
| 히다하기와라 기후 방면        | ■ 다카야마 본선               | 히다미야다 다카야마·이노타니 방면 |